# Torre (Villalba)
Torre(llamada oficialmente Santa María da Torre) es una parroquia española del municipio de Villalba, en la provincia de Lugo, Galicia.

## Otras denominaciones
La parroquia también es conocida por el nombre de Santa María de Torre.

## Organización territorial
La parroquia está formada por veintidós entidades de población, constando nueve de ellas en el nomenclátor del Instituto Nacional de Estadística español:
- A Cancela
- A Carretera (A Estrada)
- A Sapeira
- Carlete
- Costián
- Ermida (A Ermida)
- Goiriz
- Lopiño
- Marcelle
- Merlán
- Míllara
- Muíño Pequeno
- O Coutado
- O Penedo
- O Sisto
- Os Pretos
- Pasaído
- Pasaxes
- Pedrouzos
- Pena do Curro
- Penadrade
- Ponte Pedrouzos

## Demografía
| Gráfica de evolución demográfica de Torre entre 2000 y 2021 |
|                                                             |
| Datos según el nomenclátor publicado por el INE.            |